# Backabreen
De Backabreen is een gletsjer op het eiland Nordaustlandet, dat deel uitmaakt van de Noorse eilandengroep Spitsbergen.
De gletsjer is vernoemd naar Zweeds meteoroloog Erik Eriksson Backa (1905-).

## Geografie
De gletsjer ligt in het zuidwesten van Gustav-V-land en is ongeveer zuidwest-noordoost georiënteerd. Tegenwoordig ligt hij los, vroeger kwam hij vanaf de ijskap Vestfonna en hij mondt via gletsjerrivieren uit in de Straat Hinlopen.
Op ongeveer vier kilometer naar het zuidwesten ligt de gletsjer Forsiusbreen en meer dan tien kilometer naar het noordoosten ligt de gletsjer Søre Franklinbreen.